# Случај идентитета
„Случај идентитета” (енгл. A Case of Identity) је једна од 56 приповедака о Шерлоку Холмсу које је написао Артур Конан Дојл и трећа је прича у Авантурама Шерлока Холмса.

## Радња
Прича се врти око случаја госпођице Мери Сатерленд, жене са значајним приходима од камата на фонд који је за њу основан. Она је верена за тихог Лондонца који је недавно нестао. Детективске моћи Шерлока Холмса једва да су доведене у питање јер се испоставило да је ово сасвим елементаран случај за њега, колико год да то збуњивало Вотсона.
Вереник, Хозмер Ејнџел, необичан је лик, прилично тих и прилично тајновит о свом животу. Госпођица Сатерленд зна само да он ради у канцеларији у Улици Лиденхол, али ништа конкретније од тога. Сва његова писма упућена њој су откуцана, чак и потпис, а он инсистира да му она пише преко локалне поште.
Врхунац тужне везе долази када господин Ејнџел напусти госпођицу Сатерленд пред олтаром на дан њиховог венчања.
Холмс, примећујући све ове ствари, опис Хозмера Ејнџела и чињеницу да се он само састаје са госпођицом Сатерленд док је њен млади очух Џејмс Виндибенк, који није одобравао ову везу, пословно ван земље, долази до закључка прилично брзо. Писмо писано на машини несумњиво потврђује његово уверење. Само једна особа је овим могла добити: господин Џејмс Виндибенк. Холмс закључује да је „Ејнџел” „нестао” једноставним изласком на другу страну кочијашке кабине.
Након што је решио мистерију, Холмс одлучује да својој клијенткињи не открије решење, јер „Ако јој кажем, неће ми веровати. Можда се сећате оне старе персијске изреке: 'У опасности је човек који узме младунче тигра, а у опасности је и човек који разбије жени илузије.' Хафиз има здравог разума колико и Хорације, и исто толико животне мудрости”. Холмс је раније саветовао своју клијенткињу да заборави „господина Ејнџела”, али је госпођица Сатерленд одбила да послуша Холмсов савет и заклела се да ће остати верна „Ејнџелу” све док се он поново не појави – на најмање десет година.
Холмс предвиђа да ће Виндибенк наставити своју криминалну каријеру и завршити на вешалима.

## Историја објављивања
„Случај идентитета” први пут је објављен у британском часопису The Strand Magazine у септембру 1891. године, док је у Сједињеним Државама објављен у америчкој верзији овог часописа месец дана касније. Прича је објављена са десет илустрација Сиднија Паџета у истом часопису. Ова приповетка је укључена у збирку кратких прича Авантуре Шерлока Холмса, која је објављена у октобру 1892. године.

## Адаптације

### Филм и телевизија
Ова прича је била основа за трећу Холмсову авантуру (издату 1921.) у серији немих филмова са Еје Норвудом у главној улози.
Године 2001. ова приповетка је била основа за последњу епизоду анимиране телевизијске серије Шерлок Холмс у 22. веку.
Године 2014. део ове приповетке је приказан у епизоди „Празан мртвачки ковчег”, из телевизијске серије Шерлок, као један од случајева на којима Шерлок ради са Моли Хупер која му помаже. Мери Сатерленд је тумачила Елизабет Kојл. Моли Хупер је тумачила Луиз Брили.
У четвртој епизоди јапанске луткарске телевизијске серије Шерлок Холмс из 2014, Мери Сатерленд је ученица Битонове школе. Она је заљубљена у старијег Хозмера Ејнџела који изненада нестаје у пећини иза школе. Холмс, ученик који живи у соби 221б Бејкерове спаваонице, сумња да су Ејнџел и Виндибенк, један од пријатеља из детињства Сатерлендове, иста особа, а он и Вотсон сазнају да у школи нема ученика који се зове Хозмер Ејнџел. Холмс цени Вотсона што је утешио Сатерлендову сломљеног срца. Вотсон говори Холмсу, који критикује романе као у оригиналној причи, да је погрешио што је то урадио јер се из романа могу научити разне ствари, укључујући како разумети женски ум.

### Радио
Едит Мајзер је адаптирала ову приповетку као епизоду радио-серије Авантуре Шерлока Холмса, која је емитована 5. маја 1932. године, у којој су глумили Kлајв Брук као Холмс и Ли Ловел као Вотсон. Још једна епизода која је адаптирала ову причу је емитована 21. априла 1935. године (са Луисом Хектором као Холмсом и Ловелом као Вотсоном).
Едит Мејзер је такође адаптирала ову приповетку за радио-серију Нове авантуре Шерлока Холмса, у којој су Бејзил Ратбон и Најџел Брус тумачили улоге Холмса и Вотсона. Епизода је емитована 30. новембра 1941. године. Још једна адаптација ове приповетке у истој серији је емитована 30. маја 1948. године (са Џоном Стенлијем као Холмсом и Алфредом Ширлијем као Вотсоном).
Радио адаптација са Џоном Гилгудом у улози Холмса и Ралфом Ричардсоном као Вотсоном емитована је 2. новембра 1954. на Би-Би-Си лајт програму. Такође је емитована на Ен-Би-Си радију 23. јануара 1955. године.
Мајкл Хардвик је адаптирао причу као радио-продукцију која је емитована на Би-Би-Си лајт програму 1969. године, као део радио-серије из 1952–1969. године. Kарлтон Хобс је глумио Шерлока Холмса, а Норман Шели др Вотсона.
Причу је 1990. адаптирао Питер Маки за Би-Би-Си Радио током 1990. године, као епизоду радио-серије из 1989–1998, са Kлајвом Мерисоном као Холмсом и Мајклом Вилијамсом као Вотсоном, док је Сузана Корбет тумачила улогу Мери Сатерленд.
Прича је адаптирана као епизода из 2014. америчке радио-серије Класичне авантуре Шерлока Холмса, са Џоном Патриком Лоуријем као Холмсом и Лоренсом Албертом као Вотсоном.

### Остали медији
Kолин Декстер, познат по писању романа о Инспектору Морсу, написао је кратку причу засновану на овој приповеци под називом „Случај погрешног идентитета”, у којој је Холмсов брат Мајкрофт укључен у дедукцију случаја; у овој причи, Холмсова теорија о лику „Хозмера Ејнџела” је иста, док Мајкрофт закључује да је „Хозмер Ејнџел” фикција коју су створиле мајка и ћерка да би елиминисале очуха, да би Вотсон открио да је „Хозмер Ејнџел” заправо стварна особа која је нападнута и опљачкана на путу до венчања, хоспитализована и на крају лечена од стране Вотсона, који је користио сопствене детективске вештине да би потврдио идентитет човека.
Прича је адаптирана као почетак трећег случаја у видео-игри из 2016. Sherlock Holmes: The Devil's Daughter. Вотсон није присутан када Мери Сатерленд стигне, а Шерлока прати Орсон Вајлд, амерички глумац који се обучава да га глуми. Играч може да донесе различите закључке у вези са случајем и такође одлучи да јој каже резултате свог открића.
Kратка прича Kита Р. А. Декандида, „Идентитет: Авантура Ширли Холмс и Џека Вотсона” ажурира причу на савремени Менхетн. Овде је објашњење промењено од кратковидости до просопагнозије, или слепила лица.